# (524522) 2002 VE68
2002 VE68 je dočasný kvazisatelit planety Venuše. Je prvním kvazisatelitem, který byl objeven u jedné z planet Sluneční soustavy. Ač by se hypotetickému pozorovateli na Venuši mohlo zdát, že je běžným satelitem této planety, tak ve skutečnosti obíhá kolem Slunce.

## Charakteristika tělesa
Planetka byla objevena 11. listopadu 2002 Lowellovou observatoří na Floridě. Velká poloosa její oběžné dráhy (0,7237 AU) a oběžné dráhy Venuše jsou velmi podobné, avšak 2002 VE68 má poměrně značnou výstřednost (0,4104) a inklinaci (9.0060°). Podle spektrální klasifikace se jedná o asteroid typu X, jeho předpokládané albedo je tedy zhruba 0,25, a při absolutní hvězdné velikosti 20,5 lze odhadnout, že průměr tělesa je přibližně 200 metrů. Doba rotace planetky činí 13,5 hodiny a její světelná křivka má amplitudu 0,9 mag, což ukazuje na její značně protáhlý tvar. Může se tedy jednat o tzv. kontaktní binární planetku, jejíž dvě části jsou drženy pohromadě slabým gravitačním působením.

## Dynamické změny oběžné dráhy
Existenci kvazisatelitů předpokládal J. Jackson již v roce 1913, avšak první z nich byl objeven až o téměř 100 let později. Asteroid 2002 VE68 byl objeven v roce 2002, avšak až v roce 2004 zjistili Seppo Mikkola, Ramon Brasser, Paul A. Wiegert a Kimmo Innanen, že se jedná o kvazisatelit. Díky zvláštní kombinaci tvaru její oběžné dráhy kolem Slunce a shodné oběžné doby se zdá, jako by planetka obíhala retrográdně kolem Venuše. Přestože je 2002 VE68 v dráhové rezonanci s Venuší, tak se zároveň její oběžná dráha kříží s oběžnými drahami sousedních planet, tedy Merkuru a Země. Tato dráhová rezonance trvá jen asi 7 000 let a za přibližně 500 let se dráhy obou těles definitivně rozdělí.